# Immunoprofilaktyka
Immunoprofilaktyka – rodzaj zapobiegawczej interwencji medycznej, której celem jest uzyskanie przez organizm odporności na określone choroby zakaźne, na działanie toksyn pochodzenia biologicznego i jadu węży .
Immunoprofilaktykę przeprowadza się dwoma metodami:
- poprzez szczepienia ochronne
- przez zastosowanie surowicy odpornościowej